# Kyūsaku Shimada
Pour les articles homonymes, voir Shimada.
Kyūsaku Shimada (嶋田 久作, Shimada Kyūsaku), né à Totsuka-ku (ville de Yokohama, préfecture de Kanagawa) le 24 avril 1955, est un acteur et seiyū japonais.

## Filmographie partielle

### Au cinéma
- 1988 : Teito monogatari : Yasunori Kato
- 1989 : Teito taisen : Yasunori Kato
- 1990 : Byôin e ikô : Anzai
- 1991 : Dai yûkai : Tokyo
- 1993 : Samayoeru nouzui
- 1993 : Bokura wa minna ikiteiru : Tatsuya Masumoto
- 1993 : Yaneura no sanposha : Kogoro Akechi
- 1994 : Kowagaru hitobito : Hatayama
- 1995 : FBI, un homme à abattre (No Way Back) : Tetsuro
- 1997 : Yume no ginga : Kuro-Tonbi no kyaku
- 1998 : Sada (SADA〜戯作・阿部定の生涯, Sada: Gesaku · Abe Sada no shōgai?) de Nobuhiko Ōbayashi : Takiguchi
- 1998 : D-Zaka no satsujin jiken : Kogoro Akechi
- 1998 : Kaze no uta ga kikitai : Taki-sensei
- 1999 : Ano natsu no hi : Masahiro Ooi (Yuta's father)
- 2000 : Sakuya: yôkaiden : Syuzo
- 2001 : Sukedachi-ya Sukeroku : Enemy
- 2001 : Princess Blade (Shura Yukihime) : Byakurai
- 2002 : Ultraman Cosmos 2: The Blue Planet (Urutoraman Kosumosu: Buru Puranetto)
- 2002 : Ryôma no tsuma to sono otto to aijin
- 2003 : Tenshi no kiba : Kami
- 2003 : Dragon Head (Doragon heddo) : Minila
- 2004 : Han'ochi (半落ち?) de Kiyoshi Sasabe
- 2004 : Kyûtî Hanî : Police Manager
- 2004 : Inu to arukeba: Chirori to Tamura : Policeman A
- 2004 : Riyû
- 2004 : 69 : Aihara sensei
- 2004 : Gin no enzeru : Officer Shirosita
- 2004 : Nejirin bou : Customer at barber shop
- 2005 : Shinjû erejî
- 2005 : Koi wa go-shichi-go! : Miura
- 2005 : Tomie: Revenge
- 2005 : In za pûru
- 2005 : Umezu Kazuo: Kyôfu gekijô- Madara no shôjo : le père de Kyoko
- 2005 : Kame wa igai to hayaku oyogu : Fukushima
- 2005 : Hinagon : Nabasuke
- 2006 : Route 225
- 2006 : Sairen : Policeman
- 2006 : Bado koru
- 2006 : Yôki na gyangu ga chikyû o mawasu
- 2006 : Memories of Matsuko (嫌われ松子の一生, Kiraware matsuko no isshō?) de Tetsuya Nakashima : le prêtre
- 2006 : Damejin
- 2007 : Shisei: ochita jorôgumo
- 2007 : Furîjia : Iwatsuru
- 2007 : Hannin ni tsugu : Goto
- 2007 : Sad Vacation : Sone
- 2007 : Kamen Rider The Next (Kamen raidâ: The next) : Shindou
- 2008 : Naoko
- 2008 : Tokyo! : Le directeur de prison (segment "Merde")
- 2008 : Oka wo koete : Mosaku Sasaki
- 2008 : Hyakuman-en to nigamushi onna
- 2008 : Orochi : Saijo
- 2008 : The Code: Angou
- 2008 : Kurôn wa kokyô wo mezasu : Dr. Kageyama
- 2008 : K-20: Kaijin nijû mensô den
- 2008 : Pandémie (感染列島, Kansen rettō?) de Takahisa Zeze : Shūji Tachibana
- 2009 : Donjû
- 2010 : Sûpu opera
- 2010 : Hevunzu sutôrî
- 2010 : Bushi no kakeibo
- 2011 : Kaiji 2: Jinsei dakkai gêmu
- 2012 : Hayabusa: Harukanaru kikan
- 2013 : Toshokan sensô
- 2013 : Kuchizuke
- 2013 : Shazai no ôsama : Naikaku sôri daijin Ôtoya
- 2013 : 'Mata kanarazu aou' to daremoga itta.
- 2014 : Sakura saku
- 2014 : 25
- 2015 : Joker Game
- 2015 : Yuzuriha no koro
- 2015 : Sensei to mayoi neko
- 2021 : Onoda, 10 000 nuits dans la jungle d'Arthur Harari : le lieutenant Suehiro

### À la télévision
- 1991 : Teito Monogatari (série TV) : Kato
- 1993 : Saiyûki (TV) : Xuanzang Sanzang (Tripitaka)
- 1997 : Kyôtarô Nishimura's Travel Mystery 31 (TV)
- 1998 : Mikeneko Hômuzu no tasogare hoteru (TV) : Kazama
- 1999 : Yodogawa Nagaharu monogatari - Kôbe-hen: Sainara (TV) : Takeshi Ikenaga
- 2003 : Karuizawa bessô satsujin jiken Natsuki Shizuko 'C no higeki' (TV)
- 2004 : Dark Tales of Japan (日本のこわい夜, Nihon no Kowaiya), compilation de cinq courts métrages
- 2004 : Suiyô puremia: sekai saikyô J horâ SP Nihon no kowai yoru (TV) : Apartment Manager
- 2006 : Dr. Koishi no jiken carte 3 (TV)
- 2010 : Shodô kyôju (TV) : Tomekichi Iida
- 2013 : Double Tone - Futari no Yumi (série TV) : Isao tatsuno
- 2013 : Shinano no Columbo (TV)
- 2013 : Yae no Sakura (八重の桜)
- 2015 : Chûzai Keiji 2 (TV)
- 2015 : Hoshin (TV)
- 2015 : Ouroboros (série TV) (en post-production)
- 2015 : Totsuki Tôka no Shinkaron (TV)